# Canadian Open (doppio maschile)
Questo è un elenco delle finali del doppio maschile del Canadian Open. Il record di vittorie per categoria è condiviso fra lo statunitense Beals Coleman Wright, l'indiano Mahesh Bhupathi, e la coppia statunitense dei fratelli Bob e Mike Bryan con 5 trofei vinti.
| Anno      | Vincitori                                            | Finalisti                                    | Punteggio                             |
| --------- | ---------------------------------------------------- | -------------------------------------------- | ------------------------------------- |
| 1883      | Fritz James Hynes H.W.J. Bucknell (1)                | Charles Henry Farnum W.B. Dixon              | 6–3, 9–7, 3–6, 7–9, ?                 |
| 1884      | Finale cancellata                                    | Finale cancellata                            | Finale cancellata                     |
| 1885      | William E. Glyn H.W.J. Bucknell (2)                  | Joseph S. Clark Jones                        | 6–3, 7–9, 6–1, 1–6, 6–3               |
| 1886      | Isidore F. Hellmuth Charles S. Hyman (1)             | Henry Gordon Mackenzie Andrew E. Plummer     |                                       |
| 1887      | Alexander Torrance H. Torrance                       | Isidore F. Hellmuth Charles S. Hyman         | 4–6, 8–6, 6–1, 4–6, 6–4               |
| 1888      | R.O.S. Woods T.R. Davies                             | Henry Gordon Mackenzie .M.W. Kirkpatrick     | 6–4, 6–2, 6–3                         |
| 1889      | Charles S. Hyman (2) R.O.S. Wood                     | Henry Gordon Mackenzie Andrew E. Plummer     | 6–3, 6–2, 5–7, 3–6, 6–1               |
| 1890      | Edward E. Tanner W.W. Smith                          | Charles Swabey E.S. Griffin                  | 3–6, 6–4, 6–4, 7–5                    |
| 1891      | Harry T. Cole (1) Renick                             | Isidore F. Hellmuth R.O.S. Wood              | 7–5, 3–6, 6–3, 6–2                    |
| 1892      | Henry G. Bixby Fred H. Hovey                         | Arthur E. Fuller Harry E. Avery              | 6–1, 8–6, 6–0                         |
| 1893      | Harry T. Cole (2) Lewis H. Paddock                   | C.M. Pope A.M.Pope                           | 9–7, 6–1, 6–4                         |
| 1894      | Robert W. Pardo Matthews Reginald Moreton            | Applegath E.S. Griffin                       | 6–2, 6–3, 6–1                         |
| 1895      | Edwin P. Fischer (1) William Gordon Parker           | William Larned Arthur E. Foote               | 6–4, 5–7, 3–6, 6–1, 6–2               |
| 1896      | Edwin P. Fischer (2) Malcolm D. Whitman              | Walter Ashley Bethel Richmond P. Davis       | 8–6, 6–4, 6–3                         |
| 1897      | George P. Sheldon Leo Ware                           | Edwin P. Fischer Malcolm D. Whitman          | 6–1, 6–4, 2–6, 6–3                    |
| 1898      | Edwin P. Fischer (3) Malcolm D. Whitman (1)          | Leo Ware Joseph D. Forbes                    | 6–2, 6–1,6–0                          |
| 1899      | Malcolm D. Whitman (2) Beals Coleman Wright (1)      | John Parmly Paret Raymond D. Little          | 7–5, 6–2, 6–2                         |
| 1900      | Edwin P. Fischer (4) Harold Hackett                  | Malcolm D. Whitman Beals Coleman Wright      | 8–6, 4–6, 6–3, 6–4                    |
| 1901      | William Jackson Clothier Montgomery Ogden            | Irving Christian Wright Beals Coleman Wright | 8–6, 5–7, 6–2, 8–6                    |
| 1902      | Irving Christian Wright (1) Beals Coleman Wright (2) | Edwin P. Fischer Frank Hunter                | 6–1, 6–1, 6–4                         |
| 1903      | Irving Christian Wright (2) Beals Coleman Wright (3) | Edgar Leonard John Crosby Neely              | 8–6, 6–3, 3–6, 6–2                    |
| 1904      | Edgar Leonard Beals Coleman Wright (4)               | Reuben Gay Hunt Harry Louis Waidner          | 7–5, 6–4, 6–3                         |
| 1905      | Irving Christian Wright (3) Beals Coleman Wright (5) | Ralph Burns Hedley M. Suckling               | 6–2, 6–1, 6–1                         |
| 1906      | Ralph Burns (1) E.S. Glassco (1)                     | Irving Christian Wright Harry D. Kirkover    | 6–1, 6–0, 10–8                        |
| 1907      | Ralph Burns (2) E.S. Glassco (2)                     | C. A. Campbell Charles R. Brown              | 7–5, 6–3, 6–3                         |
| 1908      | A. C. Dunlop Raby. Suckling                          | Arthur J. Veysey W. J. B. Drew               | 6–3, 12–10, 6–3                       |
| 1909      | James F. Foulkes Raby                                | Raby                                         |                                       |
| 1910      | Allen Thomas Y. Sherwell (1)                         | James F. Foulkes Raby                        | 6–1, 6–1                              |
| 1911      | Bernard P. Schwengers L.A. McRae                     | Allen Thomas Y. Sherwell                     |                                       |
| 1912      | William Johnston Elia Fottrell                       | A. E. Jukes H. C. Evans                      | 6–2, 6–4, 4–6, 10–8                   |
| 1913      | Robert Baird (1) Thomas Y. Sherwell (2)              | Ralph Burns J. A. Ross                       | ?-?, ?-?, 11–9                        |
| 1914      | Robert Baird (2) Thomas Y. Sherwell (3)              | Ralph Burns J. A. Ross                       | 4–6, 6–3, 8–6, 6–3                    |
| 1915-1918 | Non disputato                                        | Non disputato                                | Non disputato                         |
| 1919      | Paul Bennett (1) George Holmes                       | Walter K. Wesbrook Robert L. James           | 6–8, 9–7, 7–5                         |
| 1920      | Paul Bennett (2) Frederick William Leistikow         |                                              |                                       |
| 1921      | Norman Peach Clarence Todd                           | Paul Bennett George Holmes                   | 6–4, 5–7, 5–7, 7–5, 6–4               |
| 1922      | Fred C. Anderson Frank T. Anderson                   | A. S. Milne Jeff Peers                       | 6–3, 6–2, 1–6, 5–7, 6–4               |
| 1923      | Willard Crocker (1) Jack Wright (1)                  |                                              |                                       |
| 1924      | Samuel Hardy George Lott (1)                         | Willard Crocker David R. Morrice             | 6-?, 6–2, 6–4                         |
| 1925      | Willard Crocker (2) Jack Wright (2)                  | Wallace Scott Leon Turenne                   | 6–2, 6–2, 0–6, 6–2                    |
| 1926      | Leon de Turenne John Proctor                         | Howard Langlie Armand Quilman                | 6–1, 6–3, 6–1                         |
| 1927      | Bradford Harrison Sherman Lockwood                   | Stanley Aimquist John Risso                  | 4–6, 6–1, 6–4, 6–2                    |
| 1928      | Wilmer Allison (1) John Van Ryn                      | Willard Crocker Marcel Rainville             | 6–1, 6–3, 6–1                         |
| 1929      | Willard Crocker (3) Jack Wright (3)                  | Frank Shields Donald Strachan                | 6–3, 6–4, 6–0                         |
| 1930      | J. Gilbert Hall Fred Mercur                          | Walter Martin Gilbert Nunns                  | 11–9, 6–2, 6–4                        |
| 1931      | Marcel Rainville (1) Jack Wright (4)                 | Henry Prusoff Laurason Driscoll              | 7–5, 9–7, 7–5                         |
| 1932      | George Lott Marcel Rainville (2)                     | Walter Martin Gilbert Nunns                  | 7–5, 6–4, 4–6, 6–1                    |
| 1933      | Martin Kenneally John Murio                          | Mel Draga Wayne Sabin                        | 6–8, 6–4, 8–10, 4–6, 6–3              |
| 1934      | Phil Castlen Harold Surface                          | Don Leahong Harry Dayes                      | 9–11, 6–4, 6–4, 6–2                   |
| 1935      | Worth Oswald Charles Weesner                         | Ray Casey John Law                           | 10–9, 6–2, 10–12, 7–9, 9–7            |
| 1936      | Charles Church Jack Tidbal                           | Verne Hughes Bob Hippenstiel                 | 4–6, 4–6, 6–1, 14–12, 6–4             |
| 1937      | David M. Jones Walter Martin                         | Bobby Murray Laird Watt                      | 8–6, 9–7, 1–6, 6–2                    |
| 1938      | Wilmer Allison (2) Frank Parker                      | Bobby Murray Laird Watt                      | 6–0, 6–4, 6–8, 6–3                    |
| 1939      | Frank Friehling P. Morey Lewis                       | Bill Pedlar Phil Pearson                     | 6–4, 2–6, 6–4, 6–2                    |
| 1940      | Phil Pearson Ross Wilson                             | Don McDiarmid Lewis Duff                     | 11–9, 6–3, 6–3                        |
| 1941-1945 | Non disputato                                        | Non disputato                                | Non disputato                         |
| 1946      | Brendan Macken (1) Jim Macken                        | Edgar Murphy P. Morey Lewis                  | 3–6, 6–1, 6–4, 7–5                    |
| 1947      | James Evert Jerry Evert                              | Harry Roche James Livingstone                | 6–2, 6–3, 9–7                         |
| 1948      | Edgar Lanthier (1) Gordon McNeil (1)                 | Tony Vincent Sverre Lie                      | 6–2, 4–6, 3–6, 6–4, 6–4               |
| 1949      | Edgar Lanthier (2) Gordon McNeil (2)                 | Walter Stohlberg Maine Stohlberg             |                                       |
| 1950      | Robert Abdesselam Jean Ducos                         | George Robinson Henry Rochon                 | 6–3, 6–3, 6–3                         |
| 1951      | Brendan Macken (2) Lorne Main (1)                    | Tony Vincent Seymour Greenberg               | 6–0, 6–4, 6–1                         |
| 1952      | Kurt Nielsen Dick Savitt                             | Art Larsen Noel Brown                        | 6–3, 6–2, 6–3                         |
| 1953      | Rex Hartwig Mervyn Rose                              | George Worthington Tony Vincent              | 7–5, 3–6, 6–3, 6–2                    |
| 1954      | Luis Ayala Lorne Main (2)                            |                                              |                                       |
| 1955      | Robert Bédard (1) Don Fontana (1)                    | Monterealer Larry Barclay Paul Willey        | 6–4, 8–6, 6–4                         |
| 1956      | Earl Baumgardner Noël Brown                          |                                              |                                       |
| 1957      | Robert Bédard (2) Don Fontana (2)                    | Armando Vieira Carlos Fernandes              | 14–10, 6–3, 12–10                     |
| 1958      | Bob Howe Whitney Reed (1)                            | Robert Bédard Don Fontana                    | 9–7, 7–5, 6–4                         |
| 1959      | Robert Bédard (3) Don Fontana (3)                    | Orlando Garrido Eduardo Zuleta               | 6–3, 1–6, 6–3, 2–6, 6–1               |
| 1960      | Ladislav Legenstein Peter Scholl                     | Warren Woodcock Whitney Reed                 | 6–4, 6–3, 6–4                         |
| 1961      | Whitney Reed (2) Mike Sangster                       |                                              |                                       |
| 1962      | William Hoogs Jim McManus                            | Rodney Mandelstam Don Russell                | 6–1, 3–6, 10–8, 6–2                   |
| 1963      | Marcelo Lara Joaquín Loyo-Mayo                       | Keith Carpenter Tom Brown                    | 4–6, 7–5, 3–6, 7–5, 10–8              |
| 1964      | Roy Emerson (1) Fred Stolle                          | Tony Roche John Newcombe                     | 3–6, 6–2, 6–2, 6–1                    |
| 1965      | Ron Holmberg (1) Lester Sack                         | Robert Bédard Don Fontana                    | 6–2, 3–6, 1–6, 6–3                    |
| 1966      | Keith Carpenter Michael Carpenter                    | Robert Potthast Allan Stone                  | 11–9, 4–6, 6–4, 16–14                 |
| 1967      | Roy Emerson (2) Manuel Santana                       | Torben Ulrich Jaidip Mukerjea                | 4–6, 6–2, 6–3                         |
| 1968      | Harry Fauquier John Sharpe                           | Marcelo Lara Jasjit Singh                    | 6–1, 6–3, 4–6, 6–3                    |
| 1969      | Ron Holmberg (2) John Newcombe                       | Earl Butch Buchholz Raymond Moore            | 6–3, 6–4                              |
| 1970      | Bill Bowrey Marty Riessen (1)                        | Cliff Drysdale Fred Stolle                   | 6–3, 6–2                              |
| 1971      | Tom Okker Marty Riessen (2)                          | Arthur Ashe Dennis Ralston                   | 6–3, 3–6, 6–1                         |
| 1972      | Ilie Năstase Ion Țiriac                              | Jan Kodeš Jan Kukal                          | 7–6, 6–3                              |
| 1973      | Rod Laver Ken Rosewall                               | Owen Davidson John Newcombe                  | 7–5, 7–6                              |
| 1974      | Manuel Orantes Guillermo Vilas                       | Jürgen Fassbender Hans-Jürgen Pohmann        | 6–4, 5–7, 7–6                         |
| 1975      | Cliff Drysdale Raymond Moore                         | Jan Kodeš Ilie Năstase                       | 6–3, 6–2                              |
| 1976      | Bob Hewitt (1) Raúl Ramírez (1)                      | Juan Gisbert Manuel Orantes                  | 6–2, 6–1                              |
| 1977      | Bob Hewitt (2) Raúl Ramírez (2)                      | Fred McNair Sherwood Stewart                 | 6–4, 3–6, 6–2                         |
| 1978      | Wojciech Fibak Marty Riessen (3)                     | Colin Dowdeswell Heinz Günthardt             | 6–3, 7–6                              |
| 1979      | Peter Fleming (1) John McEnroe (1)                   | Heinz Günthardt Bob Hewitt                   | 6–7, 7–6, 6–1                         |
| 1980      | Bruce Manson Brian Teacher                           | Heinz Günthardt Sandy Mayer                  | 6–3, 3–6, 6–4                         |
| 1981      | Raúl Ramírez (3) Ferdi Taygan (1)                    | Peter Fleming John McEnroe                   | 2–6, 7–6, 6–4                         |
| 1982      | Steve Denton Mark Edmondson                          | Peter Fleming John McEnroe                   | 6–7, 7–5, 6–2                         |
| 1983      | Sandy Mayer Ferdi Taygan (2)                         | Tim Gullikson Tom Gullikson                  | 6–3, 6–4                              |
| 1984      | Peter Fleming (2) John McEnroe (2)                   | John Fitzgerald Kim Warwick                  | 6–4, 6–2                              |
| 1985      | Ken Flach (1) Robert Seguso (1)                      | Stefan Edberg Anders Järryd                  | 5–7, 7–6, 6–3                         |
| 1986      | Chip Hooper Mike Leach                               | Boris Becker Slobodan Živojinović            | 6–7, 6–3, 6–3                         |
| 1987      | Pat Cash Stefan Edberg                               | Peter Doohan Laurie Warder                   | 6–7, 6–3, 6–4                         |
| 1988      | Ken Flach (2) Robert Seguso (2)                      | Andrew Castle Tim Gullikson                  | 7–6(3), 6–3                           |
| 1989      | Kelly Evernden Todd Witsken (1)                      | Charles Beckman Shelby Cannon                | 6–3, 6–3                              |
| 1990      | Paul Annacone David Wheaton                          | Broderick Dyke Peter Lundgren                | 6–1, 7–6                              |
| 1991      | Patrick Galbraith (1) Todd Witsken (2)               | Grant Connell Glenn Michibata                | 6–4, 3–6, 6–1                         |
| 1992      | Patrick Galbraith (2) Danie Visser                   | Andre Agassi John McEnroe                    | 6–4, 6–4                              |
| 1993      | Jim Courier Mark Knowles                             | Glenn Michibata David Pate                   | 6–4, 7–6                              |
| 1994      | Byron Black Jonathan Stark                           | Patrick McEnroe Jared Palmer                 | 6–4, 6–4                              |
| 1995      | Evgenij Kafel'nikov Andrej Ol'chovskij               | Brian MacPhie Sandon Stolle                  | 6–2, 6–2                              |
| 1996      | Patrick Galbraith (3) Paul Haarhuis                  | Mark Knowles Daniel Nestor                   | 7–6, 6–3                              |
| 1997      | Mahesh Bhupathi (1) Leander Paes (1)                 | Sébastien Lareau Alex O'Brien                | 7–6, 6–3                              |
| 1998      | Martin Damm Jim Grabb                                | Ellis Ferreira Rick Leach                    | 6–7, 6–2, 7–6                         |
| 1999      | Jonas Björkman Patrick Rafter                        | Byron Black Wayne Ferreira                   | 7–6(5), 6–4                           |
| 2000      | Sébastien Lareau Daniel Nestor (1)                   | Joshua Eagle Andrew Florent                  | 6–3, 7–6(3)                           |
| 2001      | Jiří Novák David Rikl                                | Donald Johnson Jared Palmer                  | 6–4, 3–6, 6–3                         |
| 2002      | Bob Bryan (1) Mike Bryan (1)                         | Mark Knowles Daniel Nestor                   | 4–6, 7–6(1), 6–3                      |
| 2003      | Mahesh Bhupathi (2) Maks Mirny                       | Jonas Björkman Todd Woodbridge               | 6–3, 7–6(4)                           |
| 2004      | Mahesh Bhupathi (3) Leander Paes (2)                 | Jonas Björkman Maks Mirny                    | 6–4, 6–2                              |
| 2005      | Wayne Black Kevin Ullyett                            | Jonathan Erlich Andy Ram                     | 6(3)–7, 6–3, 6–0                      |
| 2006      | Bob Bryan (2) Mike Bryan (2)                         | Paul Hanley Kevin Ullyett                    | 6–3, 7–5                              |
| 2007      | Mahesh Bhupathi (4) Pavel Vízner                     | Paul Hanley Kevin Ullyett                    | 6–4, 6–4                              |
| 2008      | Daniel Nestor (2) Nenad Zimonjić (1)                 | Bob Bryan Mike Bryan                         | 6–2, 4–6, [10–6]                      |
| 2009      | Mahesh Bhupathi (5) Mark Knowles                     | Maks Mirny Andy Ram                          | 6–4, 6–3                              |
| 2010      | Bob Bryan (3) Mike Bryan (3)                         | Julien Benneteau Michaël Llodra              | 7–5, 6–3                              |
| 2011      | Michaël Llodra Nenad Zimonjić (2)                    | Bob Bryan Mike Bryan                         | 6–4, 6(5)–7, [10–5]                   |
| 2012      | Bob Bryan (4) Mike Bryan (4)                         | Marcel Granollers Marc López                 | 6–1, 4–6, [12–10]                     |
| 2013      | Alexander Peya (1) Bruno Soares (1)                  | Colin Fleming Andy Murray                    | 6–4, 7–6(4)                           |
| 2014      | Alexander Peya (2) Bruno Soares (2)                  | Ivan Dodig Marcelo Melo                      | 6–4, 6–3                              |
| 2015      | Bob Bryan (5) Mike Bryan (5)                         | Daniel Nestor Édouard Roger-Vasselin         | 7–6(5), 3–6, [10–6]                   |
| 2016      | Ivan Dodig Marcelo Melo                              | Jamie Murray Bruno Soares                    | 6–4, 6–4                              |
| 2017      | Pierre-Hugues Herbert Nicolas Mahut                  | Rohan Bopanna Ivan Dodig                     | 6–4, 3–6, [10–6]                      |
| 2018      | Henri Kontinen John Peers                            | Raven Klaasen Michael Venus                  | 6–2, 6(7)–7, [10–6]                   |
| 2019      | Marcel Granollers (1) Horacio Zeballos (1)           | Robin Haase Wesley Koolhof                   | 7–5, 7–5                              |
| 2020      | Annullato per pandemia di Coronavirus                | Annullato per pandemia di Coronavirus        | Annullato per pandemia di Coronavirus |
| 2021      | Rajeev Ram Joe Salisbury                             | Nikola Mektić Mate Pavić                     | 3–6, 6–4, [10–3]                      |
| 2022      | Wesley Koolhof Neal Skupski                          | Daniel Evans John Peers                      | 6–2, 4–6, [10–6]                      |
| 2023      | Marcelo Arévalo Jean-Julien Rojer                    | Rajeev Ram Joe Salisbury                     | 6–3, 6–1                              |
| 2024      | Marcel Granollers (2) Horacio Zeballos (2)           | Rajeev Ram Joe Salisbury                     | 6–2, 7–6(4)                           |
| 2025      | Lloyd Glasspool Julian Cash                          | Joe Salisbury Neal Skupski                   | 6-3, 6(5)7, [13-11]                   |